# Ross Valory
Ross Lamont Valory (San Francisco, 2 febbraio 1949) è un bassista statunitense, prevalentemente noto come membro dei Journey.

## Biografia
Insieme a Neal Schon fu uno dei fondatori della band. Una delle innovazioni che Valory introdusse (non è noto se lui fosse l'inventore) è fu quella di impostare un basso a 4 corde con le prime 4 corde di un 5-string set. Così, al posto dell'usuale disposizione E-A-D-G, il suo basso è settato a B-E-A-D. Questo aggiunge la profondità del cinque corde alle canzoni, lasciando inalterata la migliore versatilità del basso a quattro corde.
Ha anche suonato tastiere, chitarra e recorder.
Ross Valory ha anche suonato con The Vu, The Storm, Frumious Bandersnatch e la Steve Miller Band.